# Oswald Schmiedeberg
Pour les articles homonymes, voir Schmiedeberg.
Johann Ernst Oswald Schmiedeberg, né le 11 octobre 1838 à Laidze, à proximité de Talsi (Empire russe d'alors, Lettonie actuelle) et mort à 12 juillet 1921 à Baden-Baden est un médecin et pharmacologue allemand d'origine balte, considéré comme le fondateur de la pharmacologie moderne, influençant profondément la recherche médicale dans le monde entier. Il introduit les concepts fondamentaux de relation structure-activité, de récepteurs aux médicaments et de toxicité sélective. 

## Aperçu biographique
Né d'un père agent forestier, il fait ses études à l'Université russe de Dorpat, où l'enseignement se tient alors en allemand. Il y est l'élève de Rudolf Buchheim et lui succède à l'âge de 28 ans, à la chaire de pharmacologie expérimentale. Il étudie les propriétés de la muscarine, de l'atropine et de la digitaline. 
Nommé professeur à 32 ans, il crée le premier institut allemand de pharmacologie à Strasbourg en  1872, où il accueille plus de cent cinquante étudiants de différentes nationalités dont Paul Ehrlich, Otto Loewi et John Jacob Abel. 
Il est membre correspondant étranger de l'Académie nationale de médecine et de très nombreuses sociétés savantes.

## Galerie

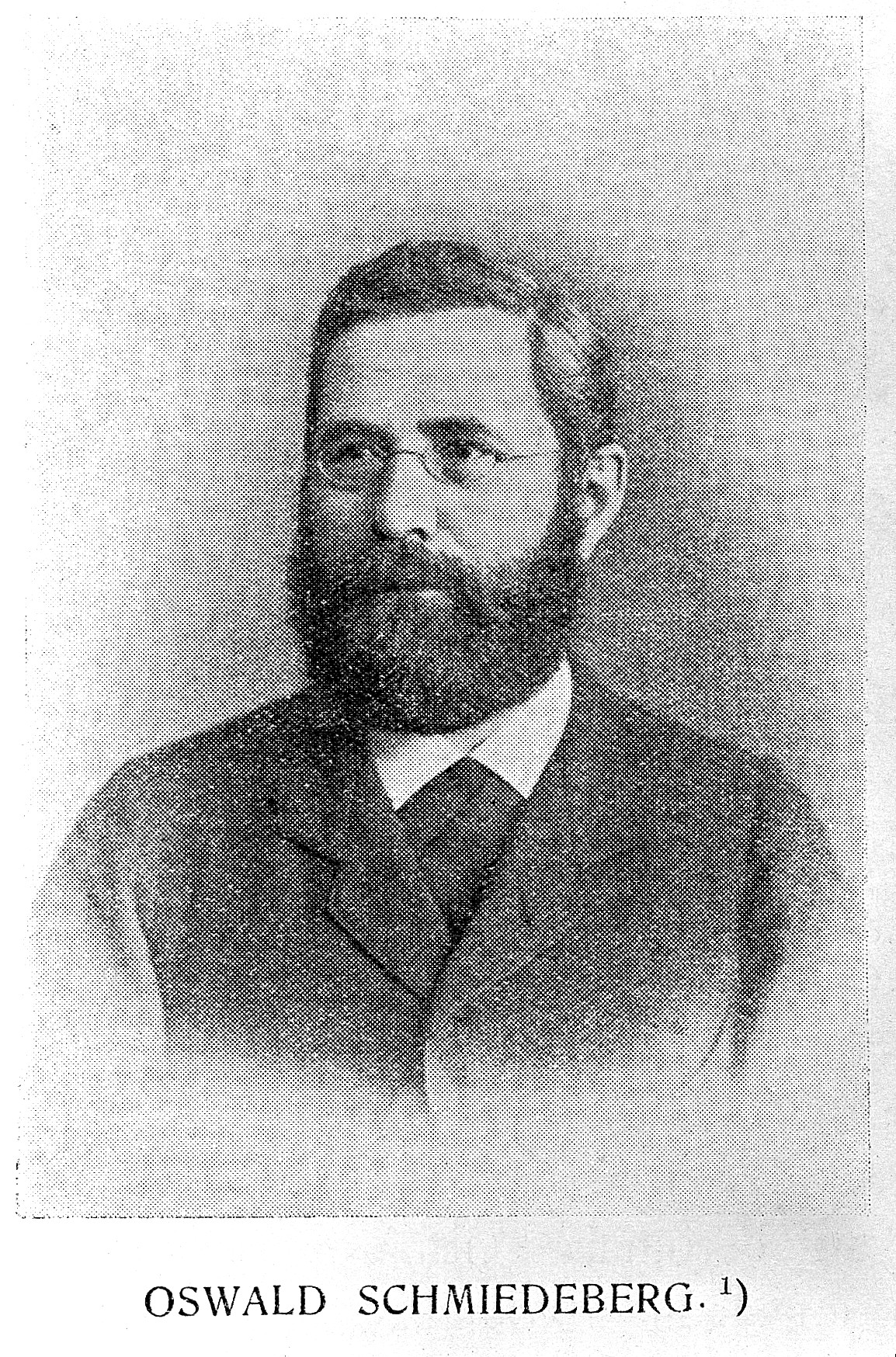
Portrait d'Oswald Schmiedeberg
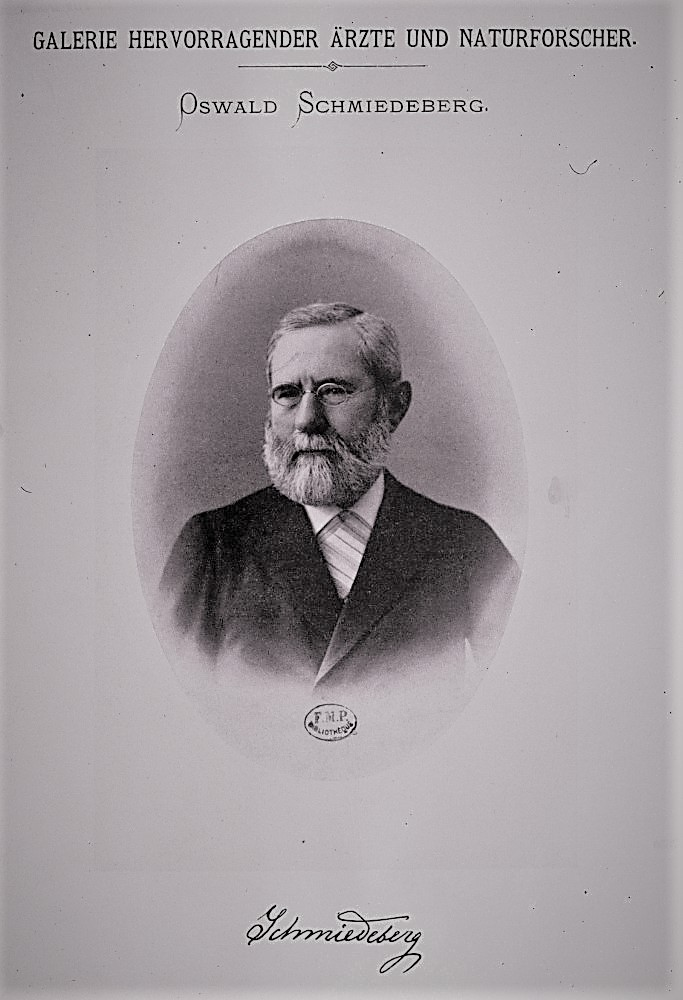
Oswald Schmiedeberg
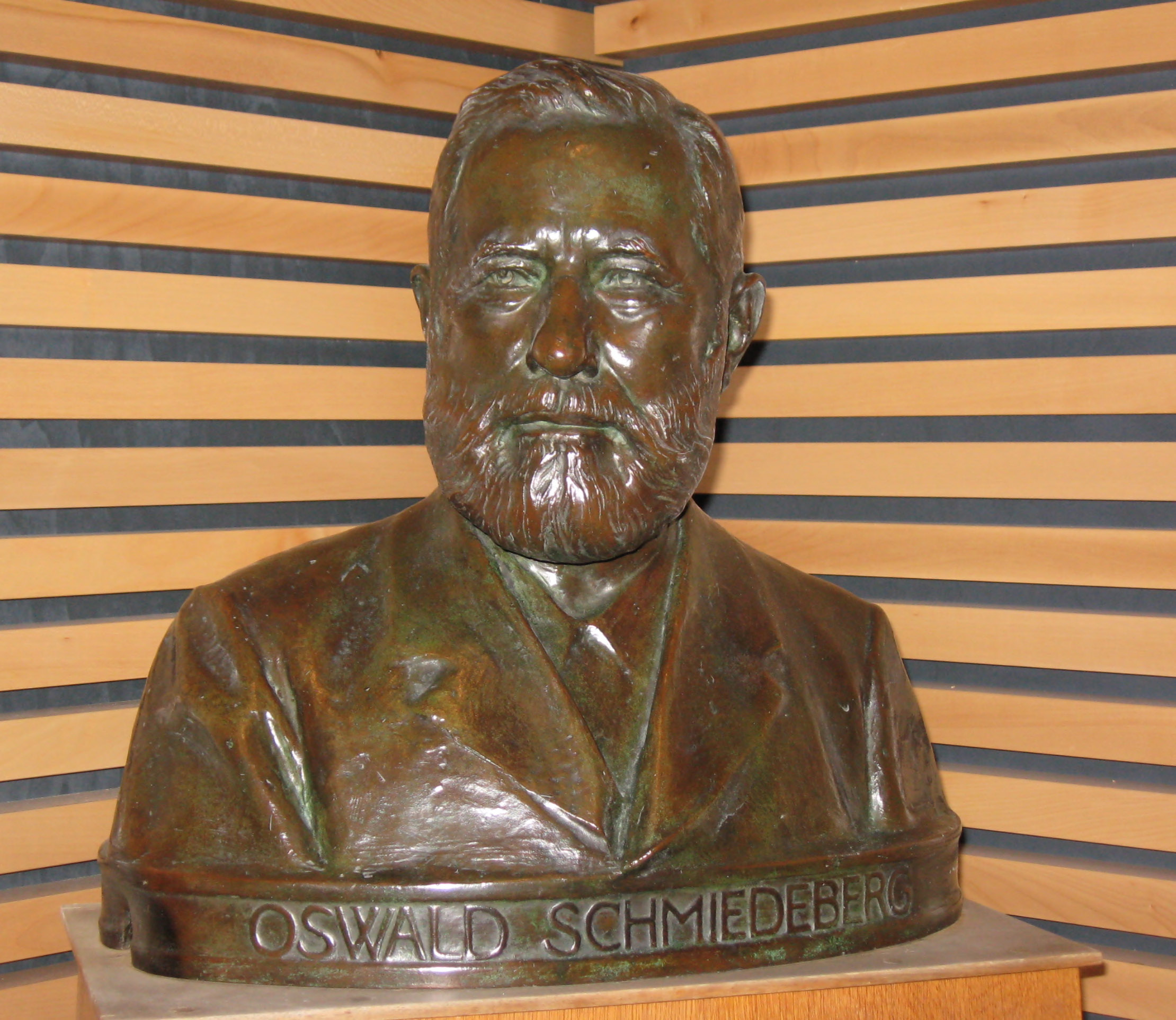
Buste de Schmiedeberg à Friburg-en-Brisgau
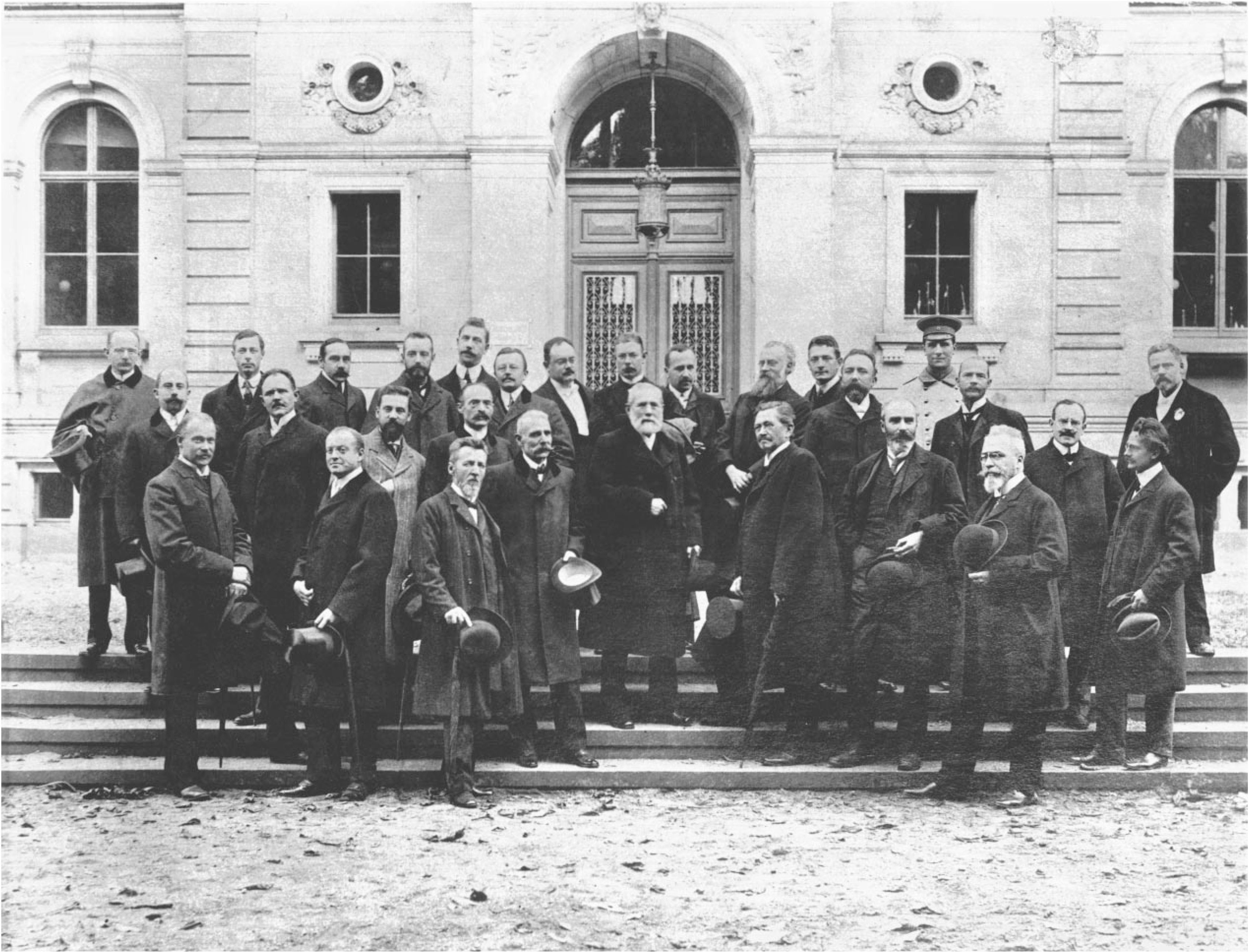
Réunion à l'occasion du soixante-dixième anniversaire d'Oswald Schmiedeberg en 1908.

## Œuvres et publications

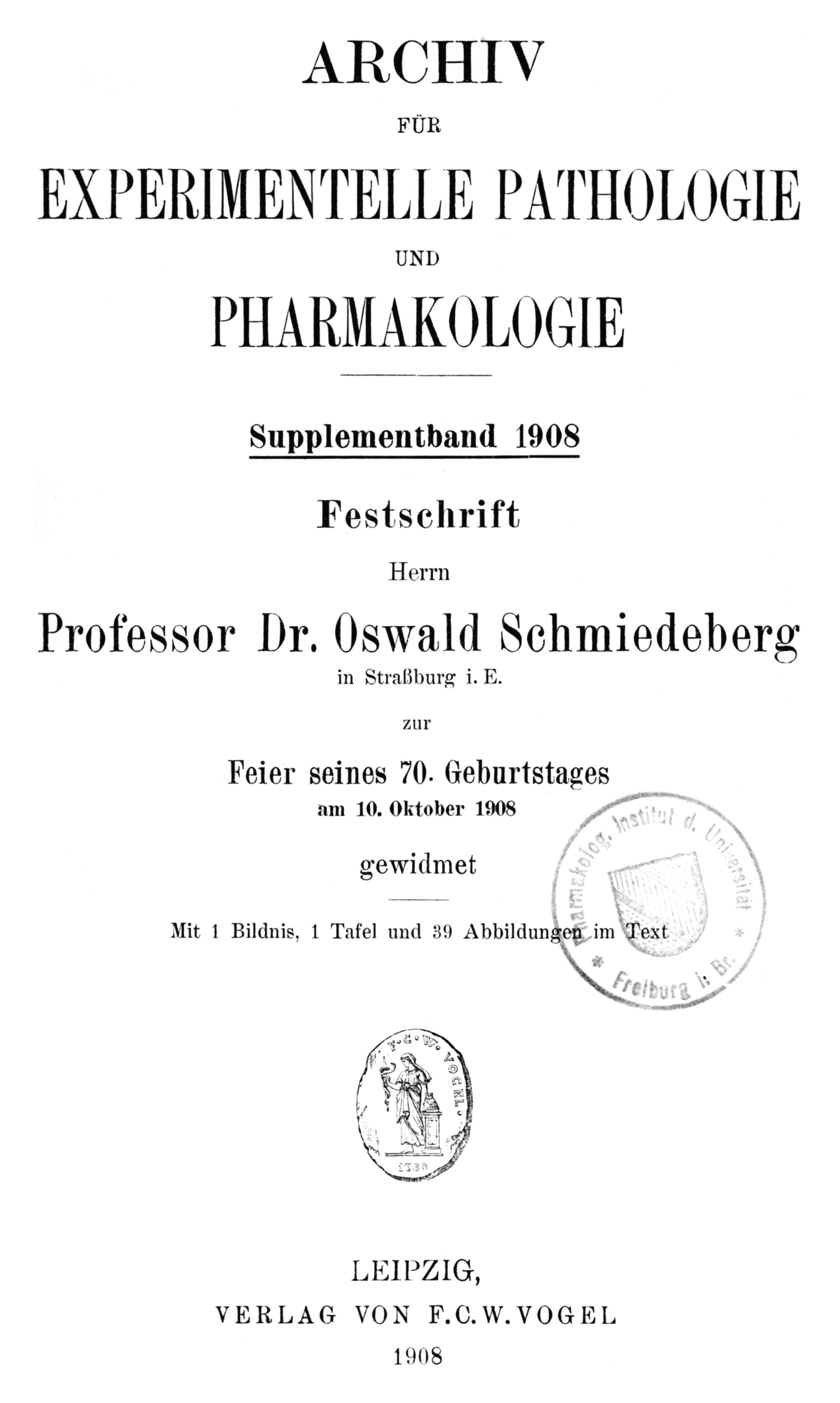
Brochure commémorative pour les soixante-dix ans de Oswald Schmiedeberg

Il fonde  en 1872, avec Bernhard Naunyn et Edwin Klebs,la revue Archivs für experimentelle Pathologie und Pharmakologie, connue ensuite sous le titre . Naunyn-Schmiedebergs Archiv für experimentelle Pathologie und Pharmakologie (de)
- (de) « Untersuchungen über die pharmakologisch wirksamen Bestandtheile der Digitalis purpurea L. », Archiv für experimentelle Pathologie und Pharmakologie, October 1874, Volume 3, Issue 1, pp 16–43.
- (de) « Ueber Spaltungen und Synthesen im Thierkörper », Archiv für experimentelle Pathologie und Pharmakologie, November 1881, Volume 14, Issue 6, pp 379–392.
- (de) « Beiträge zur Kenntniss der pharmakologischen Gruppe des Digitalins », Archiv für experimentelle Pathologie und Pharmakologie, October 1882, Volume 16, Issue 3, pp 149–187.
- (de) Grundriss der Arzneimittellehre, F.C.W. Vogel (Leipzig), 1888, Texte intégral.
- (de) Ueber Naturwein und Kunstwein : eine diätetische Studie , F.C.W. Vogel (Leipzig), 1900.
- (de) Festschrift Herrn Professor Dr. Oswald Schmiedeberg zur Feier seines 70. Geburtstages am 10 Oktober 1908, F.C.W. Vogel (Leipzig), 1908, Texte intégral.
- (de) « Rudolf Buchheim, sein Leben und seine Bedeutung für die Begründung der wissenschaftlichen Arzneimittellehre und Pharmakologie », Archiv für experimentelle Pathologie und Pharmakologie, December 1911, Volume 67, Issue 1, pp 1–54.
- (de) Über die Pharmaka in der Ilias und Odyssee, KJ Trübner, 1918.

En collaboration
- (de) avec Richard Koppe, Das Muscarin : das giftige Alkaloid des Fliegenpilzes (Agaricus muscarius L.) : seine Darstellung, chemischen Eigenschaften, physiologischen Wirkungen, toxicologische Bedeutung und sein Verhältniss zur Pilzvergiftung im allgemeinen,  F.C.W. Vogel (Leipzig), 1869.